# Amanda Swisten
Amanda Swisten (Nueva York, 20 de diciembre de 1978) es una modelo y actriz estadounidense de ascendencia escandinava que ha aparecido en varias series de televisión y películas.

## Biografía
Swisten nació en la ciudad de Nueva York. Su primer crédito cinematográfico ocurrió en la película de comedia American Wedding en 2003, interpretando a Fraulein Brandi. Después de esta experiencia apareció en varias películas como The Last Run (2004), The Girl Next Door (2004) y Freezer Burn (2005). Ha aparecido en varias reconocidas series de televisión como I'm with Her, Two and a Half Men, Quintuplets y Joey.